# Exequatur

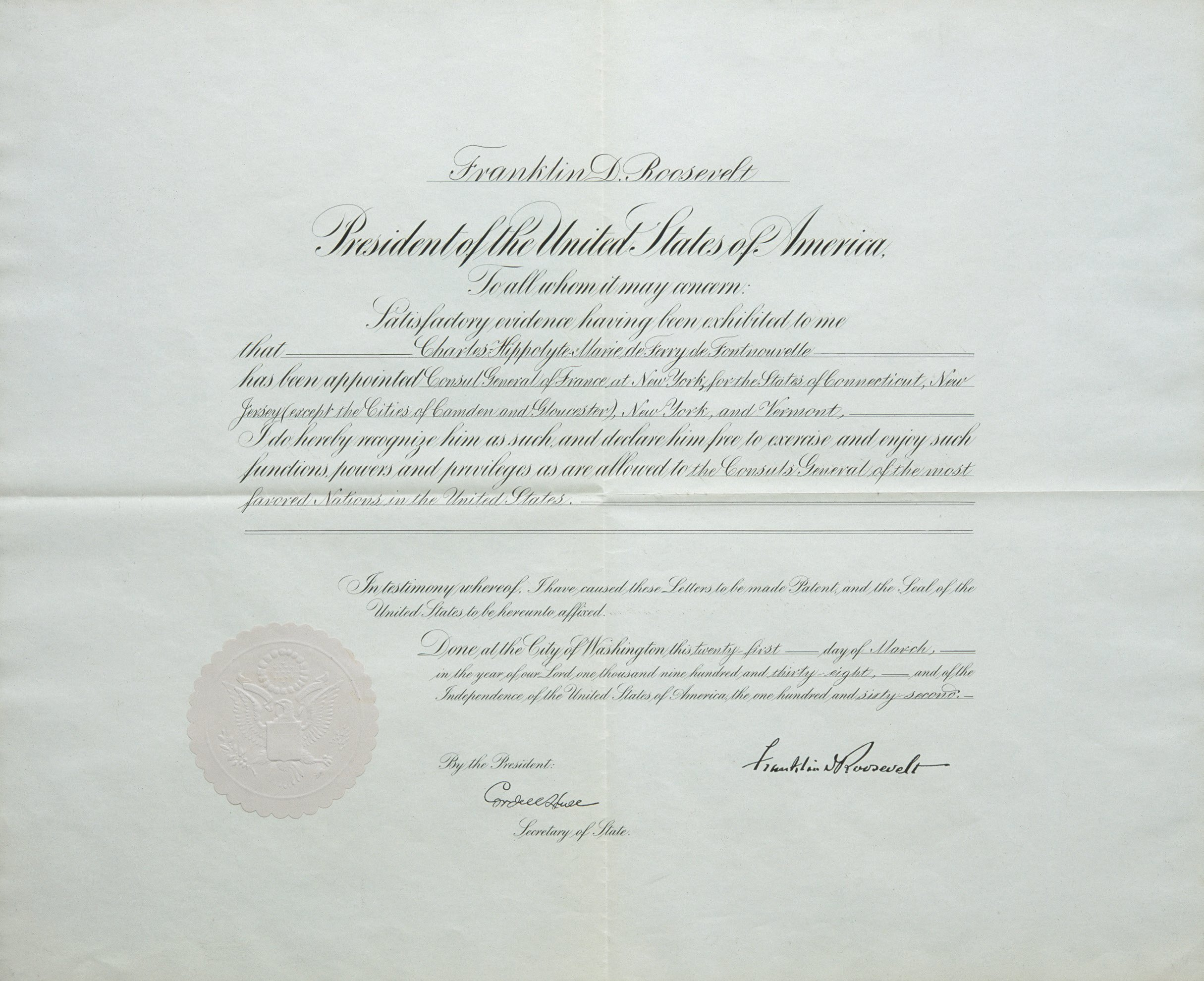
Un exequatur firmado por Franklin D. Roosevelt en 1938 autorizando al cónsul francés en Nueva York, Charles de Ferry de Fontnouvelle, a realizar negocios diplomáticos para Francia en EE. UU.

Exequatur o execuátur (literalmente, «ejecútese») es el conjunto de reglas conforme a las cuales el ordenamiento jurídico de un Estado verifica si una sentencia judicial emanada de un tribunal de otro Estado reúne o no los requisitos que permiten reconocimiento u homologación.
De la misma forma se denomina a la autorización que otorga un jefe de Estado a agentes extranjeros para que en su territorio puedan ejercer funciones propias de sus cargos (execuátur consular; véase cónsul); y, asimismo, en el contexto de las relaciones Iglesia-Estado propias del Antiguo Régimen, era el término utilizado para designar el pase que daba la autoridad civil de un Estado a las bulas y otras disposiciones pontificias para que fueran observadas dentro de su territorio (pase regio o regium exequatur; véase patronato regio).

## Execuátur como procedimiento de homologación de una sentencia

### Titularidad del execuátur
El titular del execuátur es:
- Toda persona en cuyo favor se dictó la sentencia;
- Toda persona a quien la sentencia extranjera le ocasione un perjuicio o le impida un beneficio que sólo la declaración puede hacer cesar.

### Procedimiento de execuátur
Para que sea procedente el execuátur se requiere, al menos, el cumplimento de los 
1. Verificación de tratado: es decir si existen tratados al respecto con el Estado del cual emana la sentencia. De existir se debe atener a estos.  En caso contrario, se aplica el principio de reciprocidad.
2. Reciprocidad: si hay reciprocidad con el país de origen de la sentencia, o sea, si el Estado del cual emana la sentencia le otorga valor a las demanadas del Estado ante quien se tramita el execuátur.
3. Regularidad internacional de los fallos: la compatibilidad de la sentencia con las leyes del país donde se solicita que sea reconocida. Especialmente está referido a:
  - Que no contenga nada contrario a la legislación del país donde se tramita.
  - Que no se oponga a la jurisdicción del país donde se tramita.
  - Que la parte contra quien se invoca la sentencia haya sido notificada conforme a derecho
  - Que la sentencia se encuentre ejecutoriada conforme a la ley del Estado de donde se otorgó.

### Regulación
En el ámbito del derecho internacional privado, el régimen jurídico aplicable del execuátur, se encuentra regulado en España en los artículos 951 a 958 la Ley de Enjuiciamiento Civil de 1881, vigente en la actual LEC del 2000 mientras no se promulgue la Ley de Cooperación Jurídica Internacional, y tiene por objeto determinar si es posible brindarle a una sentencia extranjera (entendiendo esta como aquella resolución pronunciada por un tribunal que escapa a la soberanía del Estado en que se desea ejecutarla) reconocimiento, y permitir su cumplimiento en un Estado distinto a aquel que la pronunció.
En virtud de estos artículos, en España se decide previamente el reconocimiento y la declaración de ejecutividad de acuerdo al régimen de reciprocidad el cual no quiere decir que si las sentencias españolas son reconocidas en un país extranjero, las suyas sean automáticamente reconocidas en España, sino que estará sujeta a las mismas condiciones que las exigidas por tribunales españoles. Correspondiendo el reconocimiento y ejecución de sentencias a los juzgados de primera instancia del domicilio o lugar de residencia de la parte frente a la que se solicita el reconocimiento o la ejecución o los juzgados de lo mercantil si es de su competencia. 
La competencia para el reconocimiento de los laudos o resoluciones arbitrales extranjeros, corresponde, con arreglo a los criterios que se establecen en el párrafo primero de este artículo, a las salas de lo civil y de lo penal de los tribunales superiores de justicia, sin que quepa ulterior recurso contra su decisión. La competencia para la ejecución de laudos o resoluciones arbitrales extranjeros corresponde a los juzgados de primera instancia, con arreglo a los mismos criterios.